# Красносілка (Чуднівська міська громада)
Красносі́лка — село в Україні, розташоване в Чуднівській громаді, Житомирського району, Житомирської області. Населення становить 606 осіб. Орган місцевого самоврядування — Чуднівська міська рада.

## Історія
Точної дати заселення місцевості не відомо, але основну масу жителів складають нащадки козаків, які переселились після руйнування Запорізької Січі. Це також видно за прізвищами мешканців цього села: Басюк, Березюк, Кононюк, Вітюк, Трохимчук, Климчук, Дубенюк тощо.
Швидше за все назва села утворилася після битви під Чудновом, яка саме відбувалась на цій території, але можливо і раніше тому, що навколо села є декілька древніх поховань (курганів), які є похованнями можливо давніших часів, але офіційних розкопок на даній території не проводилося.
Красносілка — село Красносільської сільської ради Чуднівського району, що на Житомирщині. За даними перепису на середину 2005 року в селі нараховується 360 дворів і загальна кількість населення — 810 жителів.
До Житомира шосейним шляхом 62 км, до найближчої залізничної станції Чуднів-Волинський — 16 км.
Село розташоване на півдні Житомирської області на шляху, що йде з Житомира через Чуднів, Любар, на Староконстянтинів і далі на захід, а саме — між Чудновом і Любаром. До Чуднова 12 км, а до Любара 20 км. Красносілка займає площу близько 364 га. Землі села межують з двома районами області — Любарським (з південного заходу) та Романівським (з північного заходу).
За переказами старожилів, село Красносілка в сиву давнину було розташоване біля «ставочка», що знаходиться приблизно за 1 км від теперішнього місця розташування села в бік Любара. В центрі теперішнього села на місці старої церкви колись було кладовище. Коли і з яких причин кладовище перенесли на теперішнє місце невідомо.
Про походження назви села в селі поширена легенда, що ніби ще в ХІІІ столітті, коли відбувалося монголо-татарське нашестя на Русі, на цьому місці було поселення. Одного разу сюди налетіли монголо-татари, вони знищили все населення. Від пролитої крові червоним стало все село. І з того часу воно стало зватися «Красноє село». А вже пізніше назвали просто Красносілкою. Але існує ще одне пояснення, адже колись слово «красний» в Україні означало «гарний», а місця тут були досить мальовничі, з густими лісами. Тому можна припустити, що колишнє просто «красне (гарне) село» з часом трансформувалось в теперішню «Красносілку».
З документів Житомирського обласного архіву видно, що село Красносілка "…упоминается в акте аж 1585 года 15 октября, — в донесении возного земли Киевской Ждана Семёновича Щегниевского в Житомирский городской замок о вводе, данном им княгине Сусанне Острожской, жене пана Волынского, о владении имениями, подаренными ей её свекром, Киевским воеводою князем Константином Константиновичем Острожским, а именно городами Чуднов и Пяшок, и 45 принадлежащими к Чуднову сёлами, у числе которых упоминается и Красноселка (Историко-Статистическое внимание церквей и приходов Волынской епархии, ст.148; составил преподаватель Волынской духовной семинарии Н. И. Теодорович, 1888 г.).
В цьому ж документі читаємо, що «церковь во имя св. Великомученика Димитрия построена в 1760 г. на средства прихожан. Земли усадьбой 3 дес. пахотной земли, данные помещиком князем Янушем Сангушко.
Деревни прихода: Цицелевка в 2 в., Красногорька в 2 в. Дворов 535, прихожан — 2005 душ обоего пола, евреев 10 обоего пола.
Есть волостное правление, помещицкий урядник и волостной фельдшер. Крупные землевладельцы с. Красноселки — князь Николай Константинович Умерешинский, и деревень Красногорьки и Красновольки — А. Е. Терещенко».
За переказом старожила села Вітюка Івана Артемовича в середині XIX ст. Красносілка належала кн. Радзивілу, але після польського повстання була продана, її придбав за 50 000 крб. князь Умерешинський, нащадки якого й володіли землею, поступово розпродуючи її селянам ще до революції. Перед першою світовою війною княгині Умерешинській ще належало 1148 ¾ дес. землі. (Список землевладельцев и арендаторов Волынской губернии. Издание Волынского губ. стат. Комитета, 1913 г., стр. 11).
Земля продавалась на загальних умовах, по 400 крб. за десятину з виплатою на 8 років.
Купівля землі стимулювала бурякосіяння. В село приїздив представник Великокоровинецької цукроварні для контрактації цукрових буряків. Селяни одержували гроші по контрактації і зараз же несли їх на сплату чергової «ренти» панові Волоцькому, братові княгині Умерешинської, який кожного року приїздив з Петербурга. На обробітку буряків працювали не лише жінки, а й чоловіки, бо кожному хотілось придбати хоч 1-2 десятини землі. Мали місце випадки, коли за несплату чергового внеску поміщик позбавляв селянина права на подальше користування землею і передавав її іншому.
Панська садиба разом з будівлями, садком і ставком була продана десь близько 1905 року. Її купили два найзаможніших селяни — Вітюк Роман Федорович та Каленчук Сидір. Так, на день революції 1905 року, вся земля була «запродана» селянам. Частина її залишилась не проданою, але пана Волинського більше в селі не бачили. І земля залишилась за тими селянами, на яких була зроблена «запродажня». Переважна більшість дворів мали по кілька десятин купленої землі, а верхівка села — й по двадцять-тридцять десятин. Біднота була меншістю. Цим пояснюється те, що Красносілка залишилась байдужою до революційних подій 1905–1907 років.
До революції ніяких підприємництв в Красносілці не було. Селяни займались виключно хліборобством. В селі було дві церкви і церковно-парафіяльна початкова школа, яка обслуговувала ще й села Цицилівку та Красногірку. Ось дані, що характеризують стан освіти на селі (мовою оригіналу):
Число всех жителей обоего пола — 1630.
Число детей 8, 9, 10, 11 лет обоего пола — 163.
Число учащихся обоего пола — 89.
(Школьная сеть Волынской губернии на 1909 г.).
Слід відмітити, що дівчаток щорічно навчалось менше 10, і вчились вони не більше одного-двох років. Таких, що закінчили початкову школу, нараховувалось одна-дві на десятиріччя. Але й небагато хлопців закінчувало школу. Досить сказати, що в 1904 році закінчили школу 2 учні (спогади вчителя-пенсіонера Ковальчука Панаса Ілліча).
Значно змінилося обличчя села після перемоги Жовтневої революції 1917 року і встановлення Радянської влади в Україні. Школа стала чотирьохрічною (до революції вона була трирічною), запроваджено загальне обов'язкове навчання. Школі було передано колишній волосний будиночок, а в 1925 році — і попівський. Щоправда, приблизно в той самий час, обидві сільські церкви було зруйновано. В 1931–1932 рр. в селі було відкрито 7-річну школу, яка до Німецько-радянської війни випустила чимало здібних учнів, що пішли вчитися в технікуми й вузи, а потім плідно працювали в різних галузях народного господарства, а в роки війни гідно захищали свою Батьківщину від німецько-фашистських загарбників. Випускникові Красносільської семирічної школи Бортовському М. Н. було присвоєно звання Героя Радянського Союзу.
В 1919 р. в селі було організовано УКНС, який організовував бідноту на захист своїх інтересів. До складу першого комітету незалежних селян входили: Гусар Василь Васильович, Демінко Петро Іванович, Поліщук Сидір Іванович. Комітет домігся наділення найбідніших селян землею за рахунок «куркульських» лишків. Проте лишки ці були дуже незначні, бо не було твердого керівництва організацією УКНС, і так звані «куркулі» встигли розпорошити свою землю, поділивши її між своїми дітьми і навіть онуками і стали називатись «середняками». Вони проводили «своїх» людей до сільської ради і завдяки цьому мали більший вплив на життя села, ніж незаможники.
Боротьба з такими людьми в селі активізувалась в кінці 20-х років, коли почалася колективізація сільського господарства і з нею ліквідація куркульства. В цей час було вислано 30 «куркулів» за межі села. Насправді це був найпродуктивніший і працелюбний прошарок селянства. Місцева сільська рада та УКНС в лютому 1930 року створили в селі колгосп, до якого вступив 41 двір. Восени того ж року (вересень-жовтень) майже все село об'єднується в колгосп імені Ворошилова. За роки передвоєнних п'ятирічок колгосп став зерново-тваринницьким господарством. Було побудовано приміщення конюшні, корівники, магазини. В 1936 році під час головування Тамчаківського М. П. було споруджено цегельню, із власної цегли збудували зразковий свинарник. В 1938 році колгоспові було вручено акт на користування землею площею 2814,46 га.
Красносільська сільська рада була створена в 1921 році. До 1936 року мала назву Красносільська сільська Рада робітничих, селянських та червоноармійських депутатів трудящих Чуднівського району Вінницької області.
У 1936 році Красносільська сільська Рада депутатів трудящих відійшла до складу Житомирської області.
В 1962 році після ліквідації Чуднівського району Красносільська сільська Рада депутатів трудящих була віднесена до Бердичівського району, а в 1964 році — до складу тодішнього Дзержинського (тепер — Романівського) району.
8 грудня 1966 року було відновлено Чуднівський район і Красносільська сільська Рада депутатів трудящих разом із селами Красносілка та Ясногірка увійшла до складу його території. Після 1991 року назва ради — Красносільська сільська Рада народних депутатів, а зараз — просто Красносільська сільська рада.
Станом на 1 січня 2008 року числиться 330 дворів і загальна кількість населення — 803, у тому числі дітей дошкільного віку — 44, шкільного віку — 145.
В грудні 1928 року в с. Красносілка була створена комсомольська організація. Організатором її був вчитель Сергієвич Петро та уповноважений з м. Чуднова Водогіянов (робітник районного суду). Першим секретарем комсомольської організації був Петро Веніамінович Сергієвич.
Перші комсомольці села:
- Вітюк Павло Степанович,
- Гуменюк Федір Климович,
- Семенюк Микола Нисинович,
- Кравчук Яків Йосипович,
- Клим’юк Григорій Йосипович,
- Пухтаєвич Павло Йосипович.

Комсомольці вели антирелігійну роботу серед населення, агітували селян вступати в колгосп, активно колаборували з комуністичним режимом.
В березні 1930 року в Красносілку для зміцнення колгоспу прислали двадцятип'ятитисячників: Бондаренко Марію Василівну і Солоху Василя Лукича. На той час в Красносілці був один член ВКП(б) Бондарчук Петро, який працював головою сільської ради, та кандидат партії Пилипчук Григорій. По приїзді в село цих комуністів була створена партійна організація. В ній нараховувалось 45 комсомольців.
Двадцятип'ятитисячниця Бондаренко Марія Василівна беззмінно працювала в колгоспі завідувачкою тваринництва і незмінним секретарем комсомольської організації до 1939 року. В 1939 році партійна організація нарахувала 8 членів партії і 2 кандидати в члени партії.
Першим головою колгоспу ім. Ворошилова був Володимир Іларіонович Свирид. В 1936 році головою колгоспу став Тамчаківський Михайло Петрович.
Життя селян стало покращуватись, але… Творча праця красносільчан була перервана віроломним нападом гітлерівських загарбників, які вдерлися в село в липні 1941 року. Окупанти зруйнували колгоспні будівлі, розграбували худобу, розстріляли чотирьох колгоспників і вигнали на каторгу до нацистської Німеччини 76 чоловік, де загинуло 10 осіб. Були розстріляні комуністи села: Кравець Іван Данилович, Пилипчук Григор Григорович, Шкорботун Роман Іванович, Трохимчук Олекса Михайлович. Всього на фронтах Другої світової війни загинуло 170 жителів села. Збитки, заподіяні колгоспові нацистськими загарбниками, становили 2 116 542 крб (в цінах 1948 року).
7 січня 1944 року Красносілку разом з іншими населеними пунктами тодішнього Чуднівського району було звільнено від німецько-нацистських загарбників. Колгоспники з руїн почали підіймати зруйноване війною господарство. Вже в 1944 році селяни зібрали непоганий урожай, який віддали у фонд перемоги над ворогом. З 1945 року по 1950 рік колгосп (офіційно — сільськогосподарська артіль імені Ворошилова, а колгоспом артіль стала називатися лише на початку 60-х) з року в рік помітно відбудовувався. За цей період уже були відремонтовані тваринницькі та складські приміщення. Значно зросла оснащеність колгоспного виробництва технікою. Чуднівська МТС обслуговувала колгоспи бригадою, яка мала 3 причіпні комбайни, 6 тракторів, молотарку та інший реманент. На кінець 1950 року поголів'я худоби вже перевищувало довоєнний період. Господарство продовжувало невпинно зростати. В 1951 році грошові прибутки становили 500700 крб. (в цінах до грошової реформи 1961 року). Воловий збір зерна досяг 12748 цнт. Великої рогатої худоби було 520 голів, свиней — 376 голів, корів — 101 голова, овець — 333 голови, різної птиці — 980 голів. В 1957 році колгосп збудував свою електростанцію на 32 кВт, яка дала струм в тваринницькі приміщення і в хати колгоспників. Було запроваджено механізацію трудомістких робіт: електродоїння, автопоїлки, підвісну дорогу на свинофермі. Ріст поголів'я худоби вимагав нових приміщень. Якщо в 1951 році їх було 7, то в 1957 господарських приміщень стало 13. В 1958 р. колгосп придбав у власність 9 тракторів, 5 комбайнів зернових, 2 комбайни кукурудзозбиральні, молотарку і багато інших сільськогосподарських машин та реманенту, всього на суму 230896 крб. (в старих цінах). В 1959 р. в зв'язку із укрупненням сільськогосподарських артілей, до с. Красносілка приєдналось село Цицилівка (тепер — Ясногірка). Новий збільшений колгосп назвали «Зоря комунізму». За ним закріплено за актом 3395 га землі. Економіка колгоспу ще більше зросла.
На 1 січня 1966 р. вона становила (в порівнянні з 1965 р.):
```
                                            1965р.                     1966р.
```

Грошові прибутки 514529 крб 573346 крб.
Корів 498 голів
Свиней 767 голів 909 голів
Овець 608 голів 895 голів.
Надій молока на фуражну корову становив 1672 літри.
За високі надої молока доярка Пилипчук Галина Григорівна в 1965 році нагороджена медаллю «За трудову відзнаку».
В 1966 р. колгосп мав 13 вантажних автомашин, одну легкову, 13 тракторів, 4 комбайни.
Про ріст добробуту колгоспників свідчить той факт, що за ці роки в селі було збудовано 47 нових хат, критих черепицею. В кожній хаті є електричне освітлення і радіо. В селі споруджено фельдшерсько-акушерський пункт, у якому працювало два медпрацівники, в 1971 році побудовано новий двохповерховий Будинок культури з кінозалом на 450 місць і бібліотекою, 1 вересня 1974 року відкрито нову середню школу, де навчалося близько 400 дітей і працювали 23 вчителі. Відкрито дитячий садок та 3 торговельні точки.
В 1987 році нараховувалось 425 дворів, у яких проживало 1137 жителів. Житлові будинки в основному цегляні, з шиферним дахом. 6 сімей проживає в колгоспних будинках. Впорядковано центр села, збудовано нове двохповерхове приміщення контори колгоспу та сільської ради. На вулицях зроблено тверде покриття. Машинно-тракторний парк колгоспу нараховує 18 вантажних автомобілів, 4 легкових автомобілі, 1 автобус, 42 трактори, 12 зернозбиральних комбайнів. Для побутового обслуговування створено комплексний приймальний пункт.
З початку 80-х років чисельність населення почала швидко зменшуватись. В 1986-87 навчальному році в школі навчалось 210 дітей, з них 16 дітей 6-річного віку. Школа переведена на кабінетну систему.
В наступні роки багато змін відбулося як в житті тепер вже незалежної України, так і села. Майже не обробляються, заростаючи бур'янами поля. На місці колишнього колгоспу на початку нового тисячоліття утворилось три фермерські господарства. У 2005 році в Красносільську загальноосвітню школу І-ІІІ ступенів пішло лише 145 учнів (це при тому, що школа з 1990 року 11-річна). Теперішні п'ятикласники першими мали закінчувати вже 12 класів в 2013 році.
Не закінчили, адже в Україні досить часто політична доцільність бере гору над здоровим глуздом і в 2011 році середня освіта знову повернулася до 11-річної.
На території Красносільської сільської ради знаходиться ще й село Ясногірка, на відстані 2 км на південь від Красносілки. Сучасна назва села датується початком 60-х років минулого століття. До того село називалось Цицелівка, за іменем пані Цицелі, яка до жовтневого перевороту 1917 року мала тут свій маєток. Село було чимале, тут навіть до кінця 50-х років була своя сільрада (разом із сусіднім хутором Шевченка - тепер село Шевченко Карповецької сільської ради) і своя сільськогосподарська артіль імені Чапаєва (до 1952 року), а потім — імені Сталіна (до 1959 року). В 1959 році Ясногірку (Цицелівку) приєднали до Красносілки, зробивши бригадним селом. Ще до початку 70-х років в селі була початкова школа, клуб, але залишився лише фельдшерський пункт. 
На початок 2016 року в селі проживає близько 30 мешканців, в основному пенсіонерів. За останні 5 років тут не нарожилася жодна дитина.

## Населення
Чисельності наявного населення села станом на 01.01.2021 року становить 606 осіб.

### Мова
Розподіл населення за рідною мовою за даними перепису 2001 року:
| Мова       | Кількість | Відсоток |
| ---------- | --------- | -------- |
| українська | 826       | 99.04%   |
| російська  | 7         | 0.84%    |
| румунська  | 1         | 0.12%    |
| Усього     | 834       | 100%     |

## Освіта та культура

### Освіта
- Красносільська гімназія, до 2021 року Красносільська ЗОШ І-ІІІ ступенів. В 2013 році в школі було проведено капітальний ремонт (утеплення фасадів та покрівлі, заміна вікон) на суму понад 7 млн. гривень.

- Красносільський ЗДО.

### Культура
- Красносільський сільський клуб який є відокремленим структурним підрозділом Чуднівського міського будинку культури Чуднівської міської ради.

- Бібліотечний пункт №5 який є відокремленим структурним підрозділом Чуднівської міської бібліотеки Чуднівської міської ради.

## Відомі люди
- Божко Юхим — повстанчий отаман, командир 2-ї дивізії Армії УНР.

## Галерея

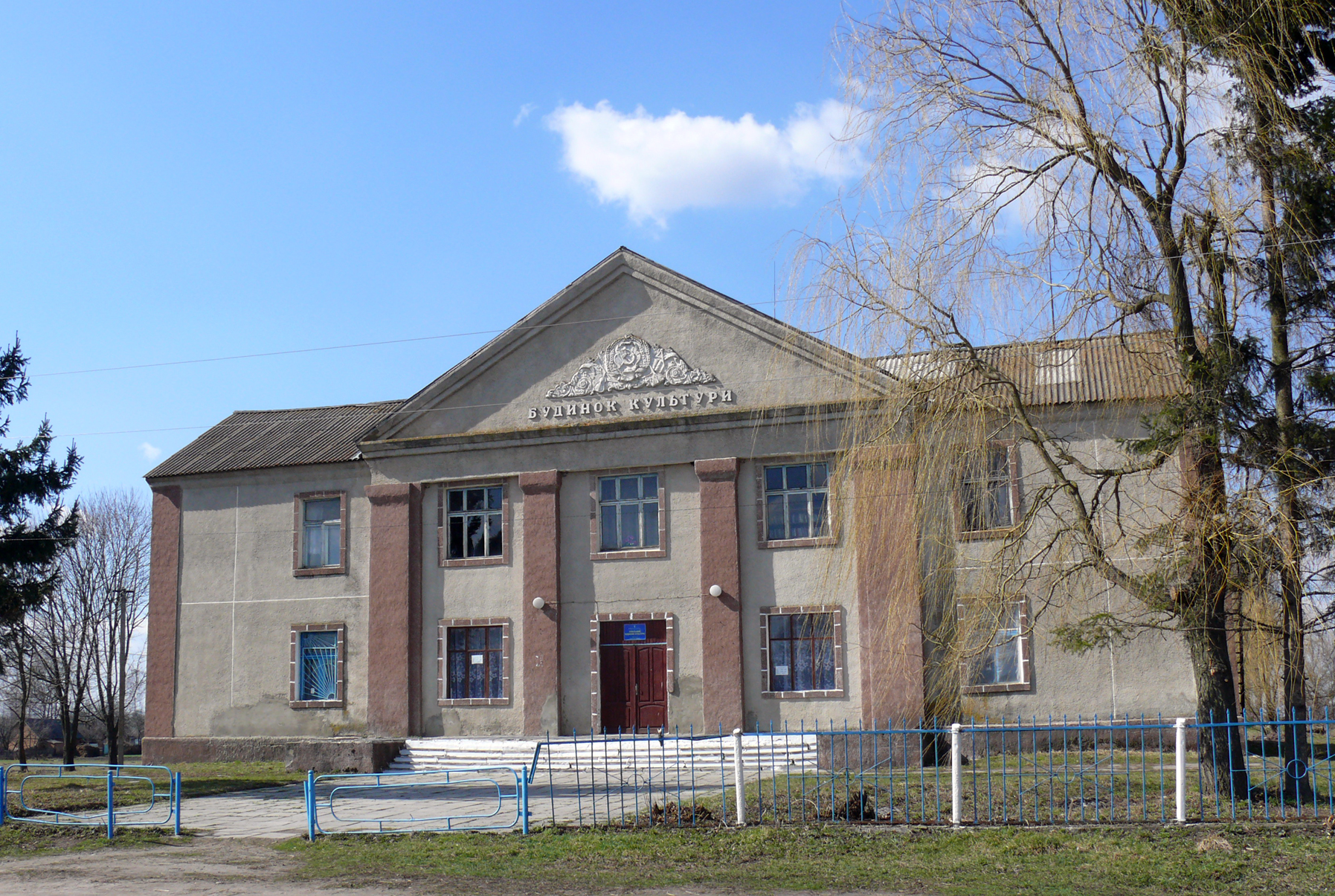
Сільський клуб
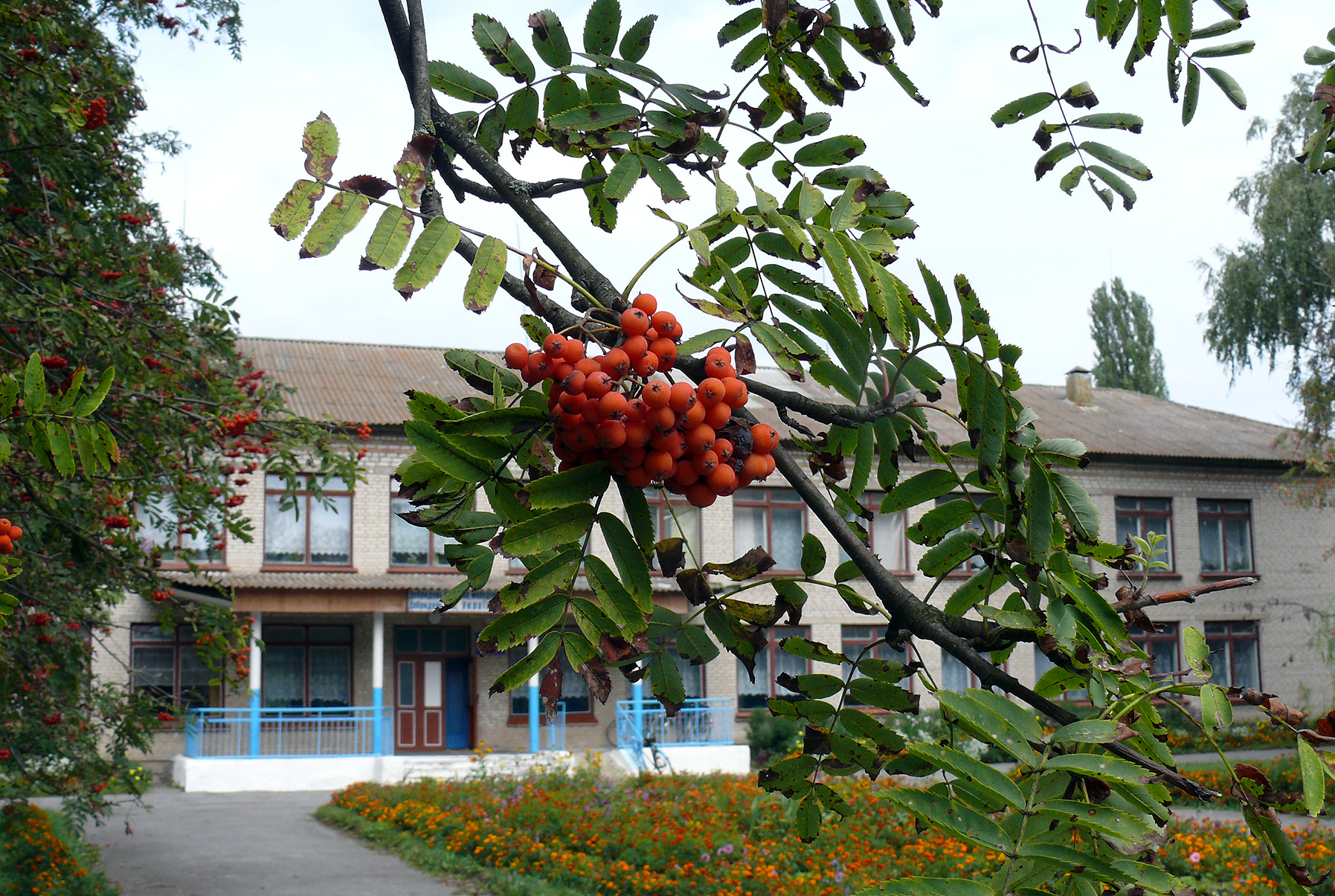
Гімназія
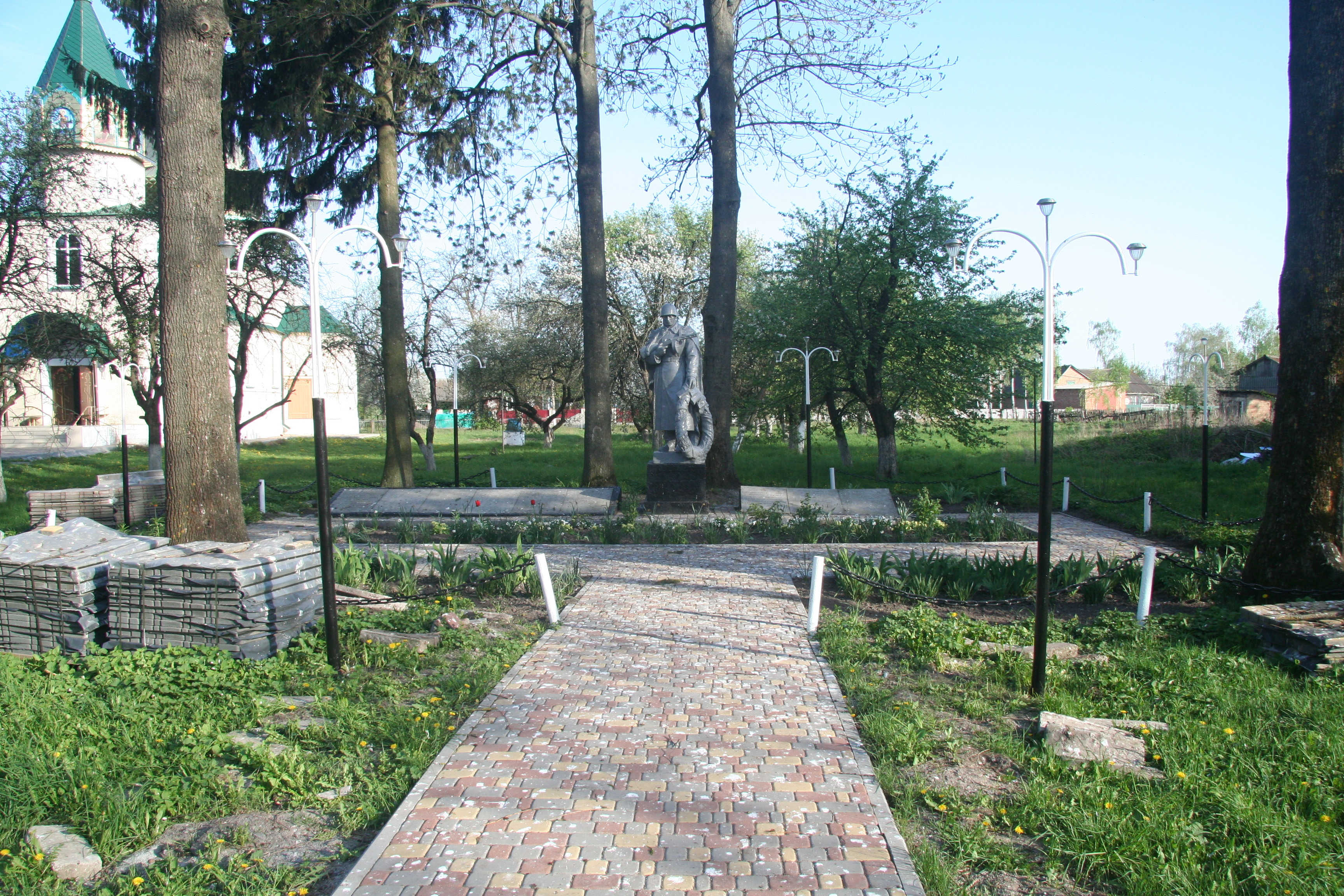
Братська могила радянських воїнів та пам'ятник воїнам-землякам
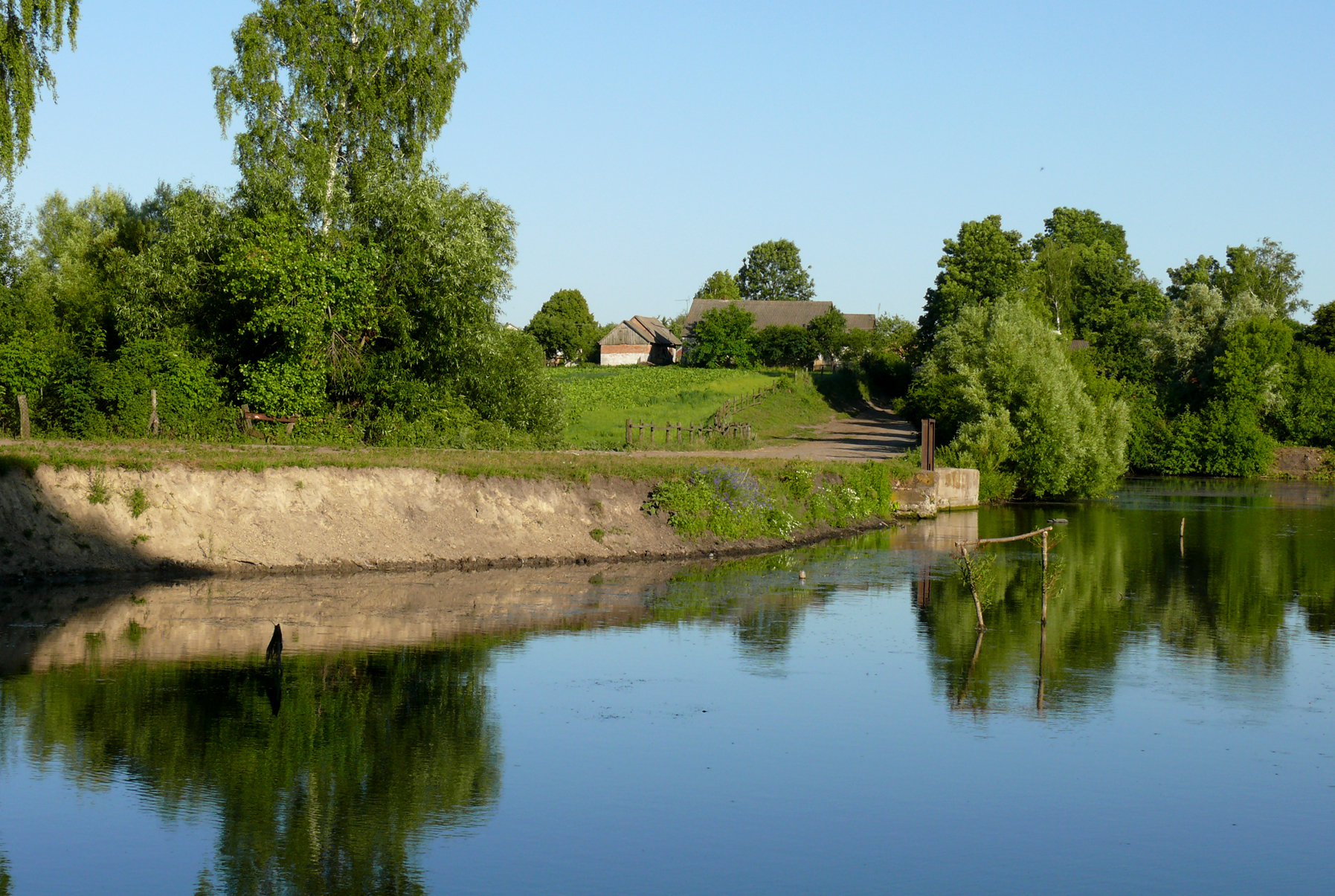
Ставок
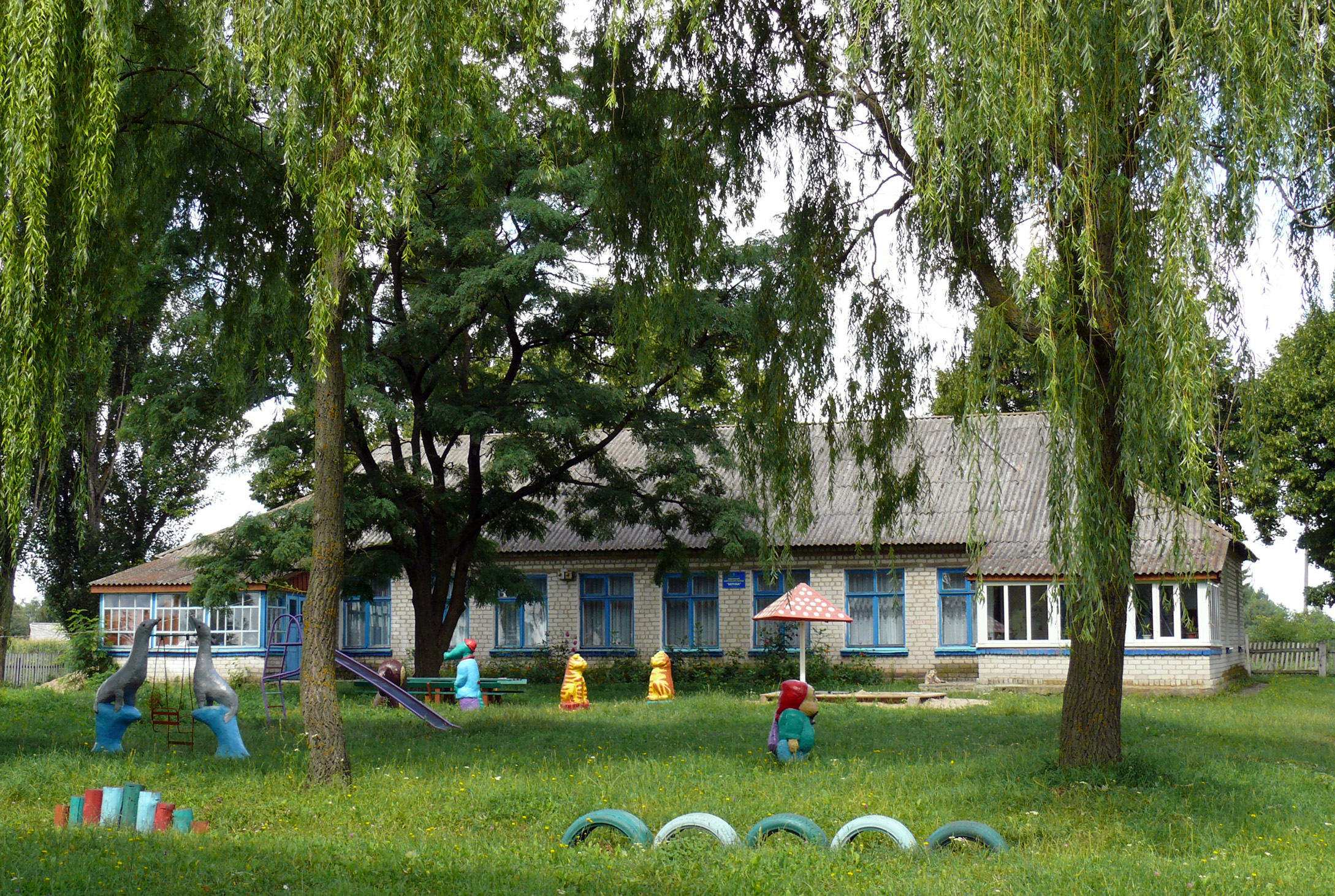
Дитячий садок
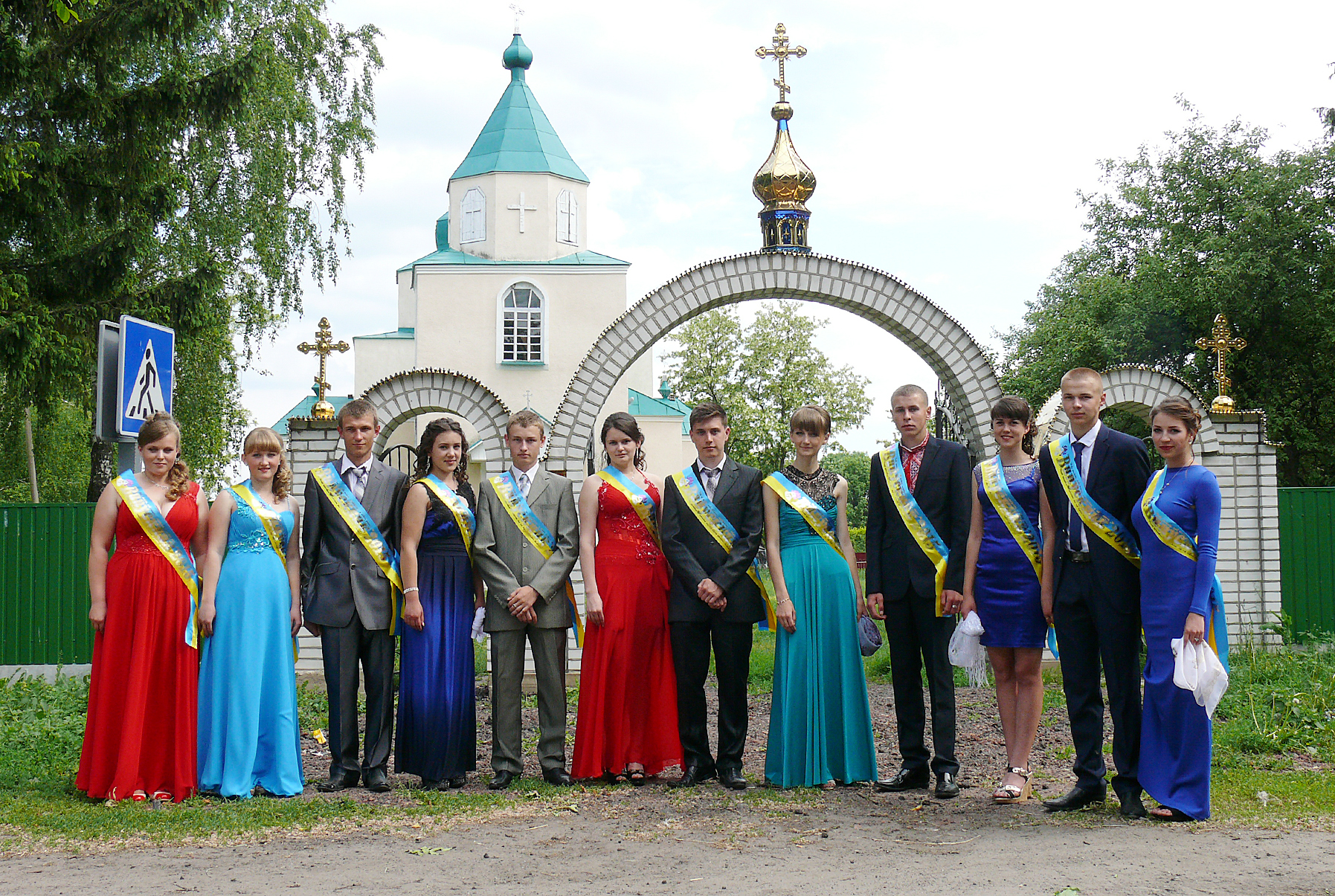
Шкільний випуск, 2015 рік
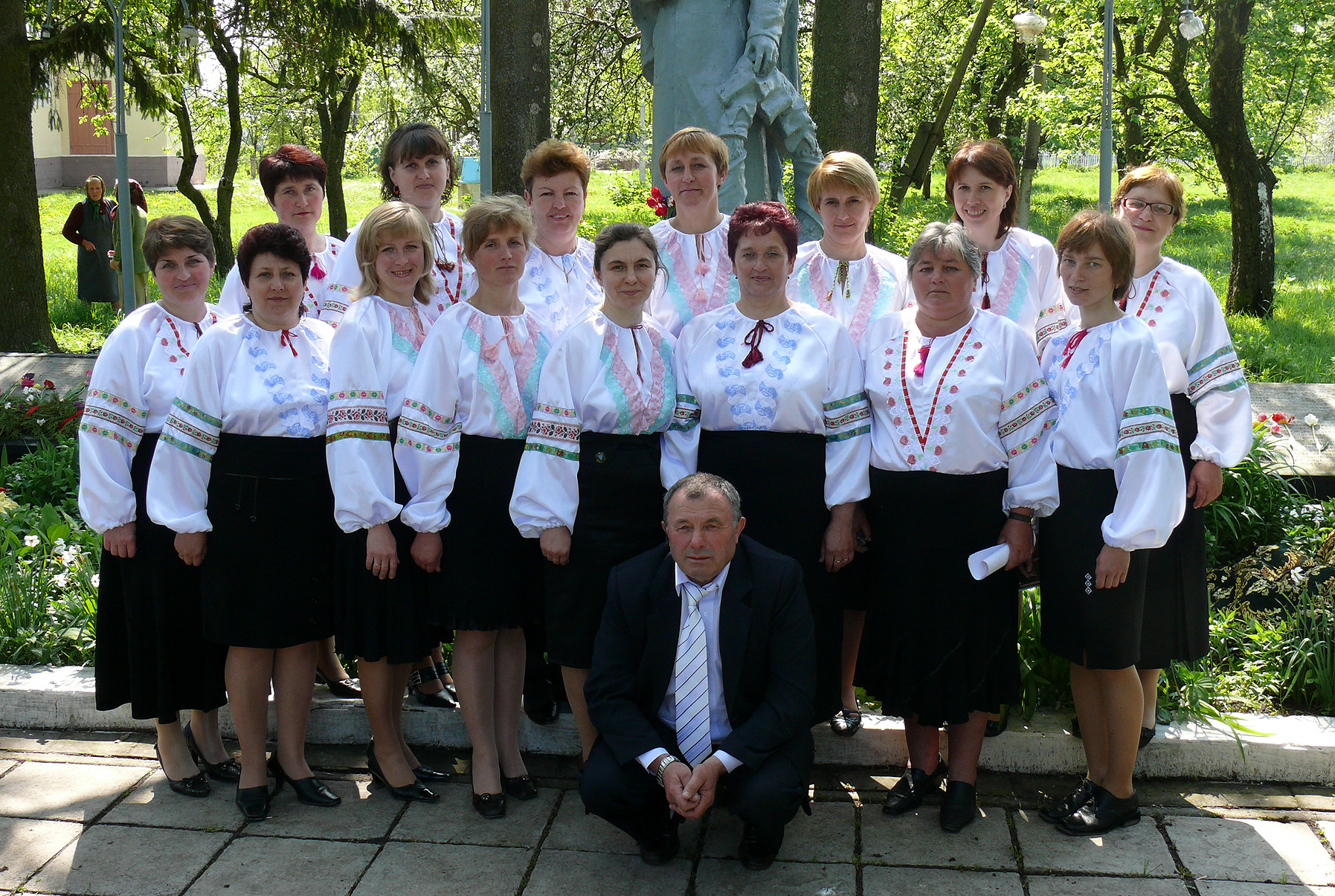
Ансамбль "Тополина"
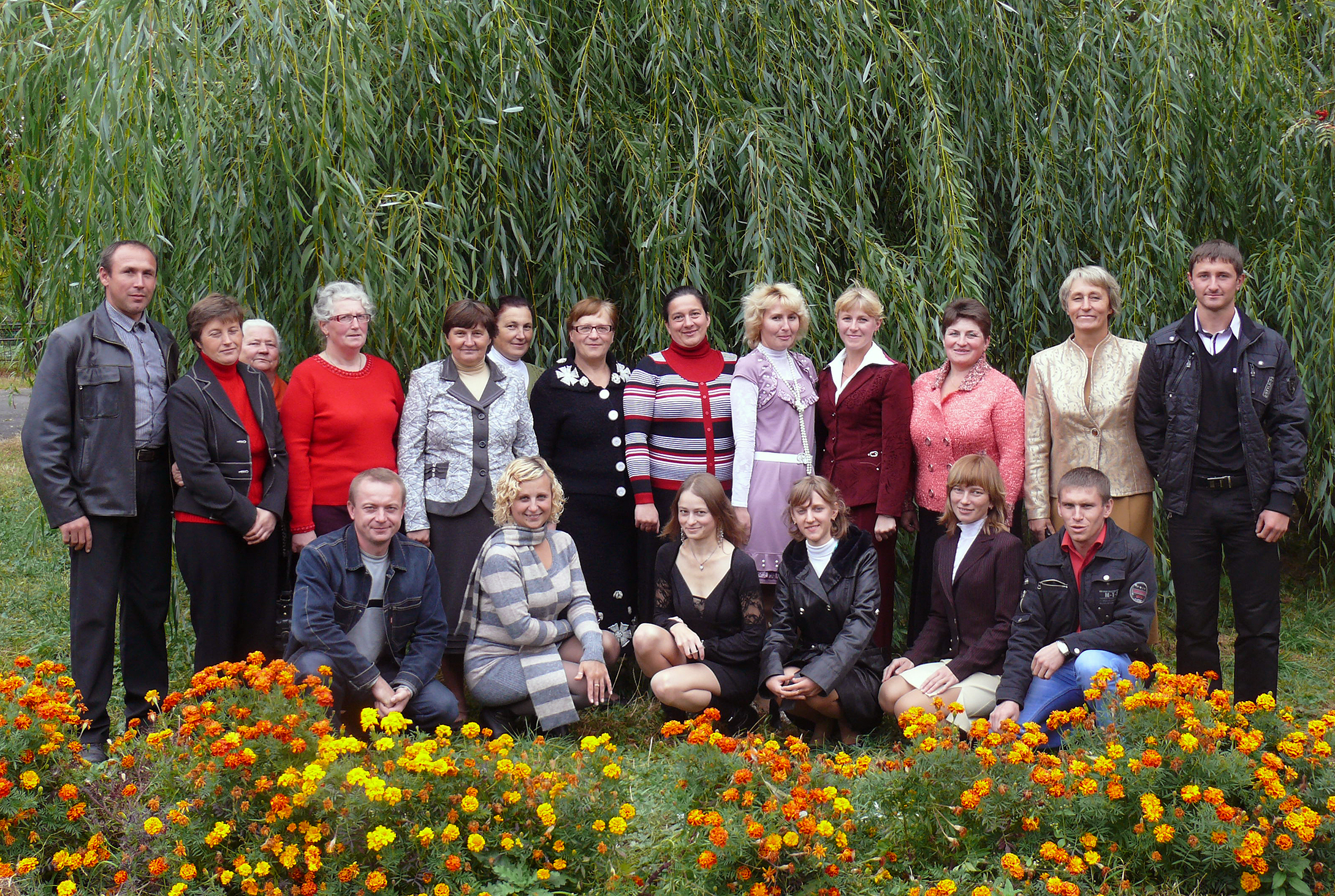
Педагогічний колектив школи
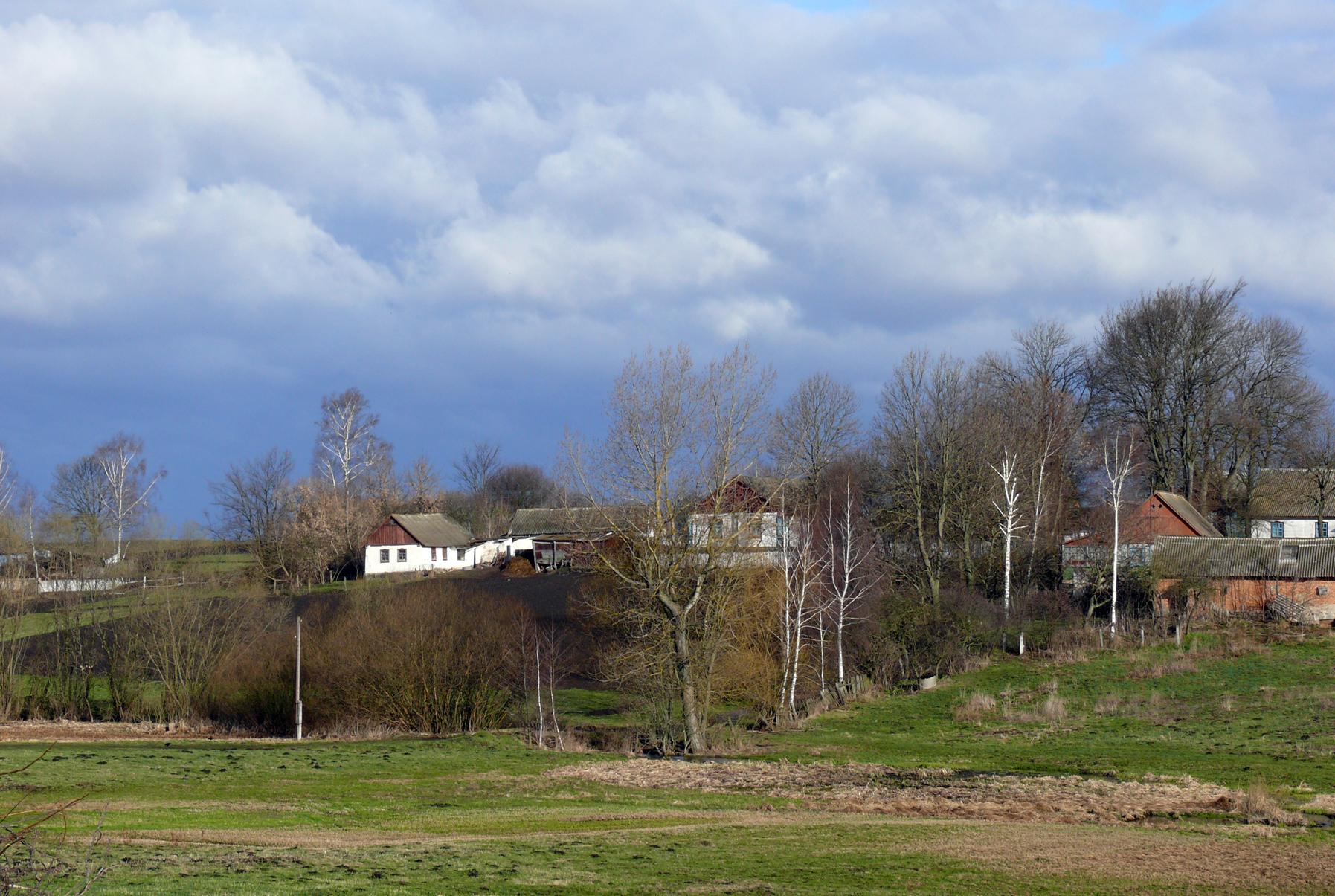
Сільський краєвид